# Корреа, Эмилио (боксёр, 1985)
Эми́лио Корре́а Ба́йо (исп. Emilio Correa Bayeaux; 12 октября 1985, Гавана) — кубинский боксёр второй средней весовой категории, выступал за сборную Кубы в середине 2000-х — начале 2010-х годов. Серебряный призёр летних Олимпийских игр в Пекине, двукратный чемпион Панамериканских игр, обладатель бронзовой медали чемпионата мира, победитель многих международных турниров и национальных первенств.

## Биография
Эмилио Корреа родился 12 октября 1985 года в Гаване. Активно заниматься боксом начал в раннем детстве под руководством своего отца, в прошлом тоже известного боксёра, олимпийского чемпиона Эмилио старшего. Первого серьёзного успеха на ринге добился в возрасте девятнадцати лет, когда выиграл серебряную медаль на чемпионате мира среди юниоров в Южной Корее, уступив в финале узбеку Эльшоду Расулову. В 2005 году стал чемпионом Кубы во втором среднем весе, съездил на взрослый чемпионат мира в Мяньян, откуда привёз медаль бронзового достоинства (на стадии полуфиналов не смог пройти россиянина Матвея Коробова). Год спустя занял второе место на турнире национального первенства, в решающем матче проиграл ветерану кубинской сборной Йорданису Деспайгне.
В 2007 году Корреа одержал победу на Панамериканских играх в Рио-де-Жанейро, после чего должен был боксировать на чемпионате мира в Чикаго, однако не попал туда по независящим от себя причинам (кубинские власти побоялись побега своих атлетов из расположения сборной и не пустили их на американское мировое первенство). Благодаря череде удачных выступлений удостоился права защищать честь страны на летних Олимпийских играх 2008 года в Пекине — сумел дойти здесь до финала, но в решающем матче со счётом 14:16 уступил англичанину Джеймсу Дигейлу.
На Панамериканских играх 2011 года в Гвадалахаре Корреа вновь был лучшим, также в этом сезоне принимал участие в чемпионате мира в Баку, тем не менее, в число призёров попасть не смог, уже на ранних стадиях турнира проиграл румыну Богдану Журатони. Пытался пройти отбор на Олимпийские игры 2012 года в Лондон, однако во время квалификационных соревнований подвергся дисквалификации и вынужден был отказаться от поездки на Олимпиаду. Вскоре после этих событий принял решение завершить карьеру спортсмена и покинул сборную.